# Elonus chisosensis
Elonus chisosensis är en skalbaggsart som beskrevs av Werner 1993. Elonus chisosensis ingår i släktet Elonus och familjen ögonbaggar. Inga underarter finns listade i Catalogue of Life.